# КК Црвена звезда сезона 2013/14.
Сезона 2013/14. КК Црвена звезда обухвата све резултате и остале информације везане за наступ Црвене звезде у сезони 2013/14. и то у следећим такмичењима: Евролига, Еврокуп, Јадранска лига, Суперлига Србије и Куп Радивоја Кораћа. У овој сезони Црвена звезда је сакупила 50 победа и 22 пораза.
Пласманом у Евролигу, а потом и у полуфинале Еврокупа, остварена је један од најуспешнијих сезона црвено-белих на европској сцени. По први пут у историји клуба одбрањен је национални куп, док се у домаћем првенству поново дошло до финала. У Јадранској лиги Звезда је у регуларном делу сезоне била убедљиво прва на табели. Ипак, у полуфиналу завршног турнира је поражена од каснијег освајача лиге - загребачке Цибоне.

## Прелазни рок
У овој сезони наставља се постепен напредак Звезде како на спортском тако и на организационом плану, пре свега због учешћа у Евролиги. По први пут у историји Звезде један странац продужава уговор и то Демаркус Нелсон. Тим остаје без главног носиоца Игора Ракочевића, али убрзо се потписују Бобан Марјановић, Јака Блажич и Блејк Шилб, и прикључују три јуниора Тејић, Ребић и Ристић. Непосредно пред почетак сезоне долази и Чарлс Џенкинс, а уместо Савовића тиму се прикључује Иван Раденовић. Традиција промена играча током сезоне се наставила пре свега отказом Шилбу, одласком Ристића на колеџ као и одласком Цветковића на позајмицу у МЗТ. Место њих у клуб се враћа Тадија Драгићевић и потписује осредњи играч Липовиј из Украјине.

## О сезони
У Евролиги клуб постиже запажене резултате. Остварене су одличне игре пре свега на домаћем терену док су за мало измакле победе пре свега над Макабијем, који постаје шампион Евролиге, али и над Панатинаикосом и то у продужетку. Једини је Макаби у Тел Авиву успео да рутински победи Звезду док су све остале утакмице биле неизвесне до самог краја. Ипак у тешкој групи постаје једини клуб који са 4 победе није успео да се пласира у "топ 16". Међутим наставља такмичење у Еврокупу где је направила веома запажен успех пласманом у полуфинале. Остају забележене феноменалне атмосфере у Комбанк арени током четвртфинала и полуфинала, када 24.232 звездина навијача прбијају рекорд у посећености свих УЛЕБ-ових такмичења. Одлични резултати у Европским такмичењима су подигли Црвену звезду на УЛЕБ-овој листи, и постаје најбољи клуб са ових простора. У АБА лиги су у лигашком делу забележени најбољи резултати у историји и заузето је прво место у лигашком делу. Међутим у борби за трофеј, у полуфиналу финалног турнира Звезда губи од Цибоне која је и освојила турнир. Међутим, с обзиром да је Цибона због финансијских проблема одустала од Евролиге, борд овог такмичења је одлучио да Црвена звезда у наредној сезони буде директан учесник овог такмичења, а не да иде у квалификације. Успех Звезде је увећан чињеницом да је по први пут одбрањен домаћи куп, и то победом над екипом Мега Визуре резултатом 81:80. Ипак сенку на веома успешну сезону је бацио пре свега пораз од Цибоне у АБА лиги али и не освајање домаће лиге. Иако је Супер лигу започела одличним резултатима после прекида због поплава, тим захвата велики пад. Ипак успева да се домогне финала у којем и поред победе у првој утакмици, губи од Партизана. Звезда је одиграла добро све док се по устаљеном сценарију противнички тим није повукао са терена и тиме повећао притисак на судије, а након овог Звезда није успела да се врати у игру и доживела три узастопна пораза.

## Тим
| бр     | бр     | Позиција      | Име                  | Националност              | Напомене                                        |
| ------ | ------ | ------------- | -------------------- | ------------------------- | ----------------------------------------------- |
| 4      | 4      | плејмејкер    | Никола Ребић         | Србија                    |                                                 |
| 5      | 5      | плејмејкер    | Александар Цветковић | Србија                    | На полусезони позајмљен МЗТ-у из Скопља.        |
| 9      | 9      | крилни центар | Лука Митровић        | Србија                    |                                                 |
| 10     | 10     | бек           | Бранко Лазић         | Србија                    |                                                 |
| 11     | 11     | бек           | Јака Блажич          | Словенија                 |                                                 |
| 12     | 12     | крило         | Марко Симоновић      | Србија                    | Капитен.                                        |
| 13     | 13     | центар        | Бобан Марјановић     | Србија                    |                                                 |
| 14     | 14     | крилни центар | Иван Раденовић       | Србија                    |                                                 |
| 15     | 15     | центар        | Рашко Катић          | Србија                    |                                                 |
| 16     | 16     | центар        | Душан Ристић         | Србија                    | На полусезони отишао на амерички колеџ Аризона. |
| 17     | 17     | крилни центар | Марко Тејић          | Србија                    |                                                 |
| 20     | 20     | плејмејкер    | Демаркус Нелсон      | Сједињене Америчке Државе |                                                 |
| 22     | 22     | бек           | Чарлс Џенкинс        | Сједињене Америчке Државе |                                                 |
| 33     | 33     | крило         | Блејк Шилб           | Сједињене Америчке Државе | На полусезони прешао у Париз Левалоа.           |
| 33     | 33     | бек           | Војислав Стојановић  | Србија                    |                                                 |
|        |        | крило         | Стефан Лазаревић     | Србија                    |                                                 |
| Тренер | Тренер | Тренер        | Дејан Радоњић        | Црна Гора                 |                                                 |

### План позиција
| Поз. | Прва петорка     | Прве замене       | Друге замене      | Резерве             |  |
| ---- | ---------------- | ----------------- | ----------------- | ------------------- |  |
| Ц    | Бобан Марјановић | Рашко Катић       |                   |                     |  |
| КЦ   | Иван Раденовић   | Тадија Драгићевић | Лука Митровић     | Марко Тејић         |  |
| К    | Блејк Шилб       | Марко Симоновић   | Олександр Липовиј |                     |  |
| Б    | Јака Блажич      | Чарлс Џенкинс     | Бранко Лазић      | Војислав Стојановић |  |
| П    | Демаркус Нелсон  |                   | Никола Ребић      |                     |  |

## Промене у саставу
| - Јака Блажич (из Унион Олимпије) - Бобан Марјановић (из Мега Визуре) - Чарлс Џенкинс (из Голден стејт вориорса) - Блејк Шилб (из Елан Шалона) - Олександр Липовиј (из Доњецка) - Иван Раденовић (из Доњецка) - Тадија Драгићевић (из Анадолу Ефеса) - Никола Ребић (из ФМП-а) - Душан Ристић (из ФМП-а) - Марко Тејић (из ФМП-а) - Стефан Лазаревић (млађе категорије) | - Игор Ракочевић (завршио играчку каријеру) - Предраг Самарџиски (у Мерсин ББ) - Мајкл Скот (у ЕБ По Лак Ортез) - Борис Савовић (у ( Бајерн Минхен) - Милан Миловановић (у ( Војводину Србијагас) - Бојан Суботић (у ( Будућност) - Иван Смиљанић (у ( ФМП) - Дејан Ђокић (у ( Војводину Србијагас) - Душан Ристић (на полусезони отишао на амерички колеџ Аризона) - Александар Цветковић (у ( МЗТ Скопље, на полусезони, позајмица) - Блејк Шилб (у Париз Левалоа, на полусезони) |

## Јадранска лига

### Табела
|    | Тим                   | Игр. | Поб. | Изг. | П+   | П-   | П+/- | Бод |
| -- | --------------------- | ---- | ---- | ---- | ---- | ---- | ---- | --- |
| 1  | Црвена звезда Телеком | 26   | 22   | 4    | 2017 | 1725 | +292 | 48  |
| 2  | Цедевита              | 26   | 19   | 7    | 1917 | 1802 | +115 | 45  |
| 3  | Партизан НИС          | 26   | 18   | 8    | 1837 | 1677 | +160 | 44  |
| 4  | Цибона                | 26   | 17   | 9    | 2001 | 1919 | +82  | 43  |
| 5  | Будућност ВОЛИ        | 26   | 15   | 11   | 1921 | 1851 | +70  | 41  |
| 6  | Игокеа                | 26   | 13   | 13   | 1857 | 1935 | -78  | 39  |
| 7  | Крка                  | 26   | 12   | 14   | 1815 | 1810 | +5   | 38  |
| 8  | Мега Визура           | 26   | 12   | 14   | 2111 | 2122 | -11  | 38  |
| 9  | МЗТ Скопље Аеродром   | 26   | 12   | 14   | 1964 | 1974 | -10  | 38  |
| 10 | Унион Олимпија        | 26   | 11   | 15   | 1788 | 1804 | -16  | 37  |
| 11 | Раднички              | 26   | 10   | 16   | 1977 | 2099 | -122 | 36  |
| 12 | Солнок Олај (-1)      | 26   | 8    | 18   | 1793 | 1937 | -144 | 33  |
| 13 | Задар                 | 26   | 7    | 19   | 1776 | 1956 | -180 | 33  |
| 14 | Широки Приморка       | 26   | 6    | 20   | 1789 | 1952 | -163 | 32  |

### Турнир четворице (Фајнал-фор)
Завршни турнир четворице у сезони 2013/14. је одржан од 24. до 27. априла 2014. године у Београдској арени у Београду. На завршном турниру су учествовали Црвена звезда Телеком и Партизан НИС из Србије, као и Цедевита и Цибона из Хрватске.

#### Полуфинале
| 24. 4. 2014. 20:00 | Извештај | Црвена звезда Тел.                                            | 70 : 75 | Цибона                              | Београдска арена, Београд Гледаоци: 8.212 Судије: Матеј Болтаузер (СЛО), Дамир Јавор (СЛО), Петар Обрадовић (БИХ) |  |
| 24. 4. 2014. 20:00 | Извештај | Четвртине: 15-21, 12-17, 18-23, 25-14                         |         |                                     | Београдска арена, Београд Гледаоци: 8.212 Судије: Матеј Болтаузер (СЛО), Дамир Јавор (СЛО), Петар Обрадовић (БИХ) |  |
| 24. 4. 2014. 20:00 | Извештај | Поени: Блажич 25 Скокови: Марјановић 7 Асистенције: Џенкинс 8 |         | Блесингејм 28 Шарић 15 Блесингејм 9 | Београдска арена, Београд Гледаоци: 8.212 Судије: Матеј Болтаузер (СЛО), Дамир Јавор (СЛО), Петар Обрадовић (БИХ) |  |

## Евролига

### Прва фаза „Топ 24“ - Група Д
Звезда је остварила запажене резултате у Евролиги. Њени играчи Демаркус Нелсон и Бобан Марјановић проглашени су по једном за најкориснијег играча кола. Ипак остала је једини тим који са четири победе се није пласирао у ТОП 16.
|    | Екипа                 | Игр. | Поб. | Изг. | П+  | П-  | П+/- | Тај-брек  |
| -- | --------------------- | ---- | ---- | ---- | --- | --- | ---- | --------- |
| 1. | Макаби Електра        | 10   | 8    | 2    | 764 | 711 | +53  |           |
| 2. | Лаборал Кућа          | 10   | 6    | 4    | 767 | 754 | +13  | 1-1 (+12) |
| 3. | Локомотива Кубањ      | 10   | 6    | 4    | 740 | 729 | +11  | 1-1 (-12) |
| 4. | Панатинаикос          | 10   | 5    | 5    | 768 | 736 | +32  |           |
| 5. | Црвена звезда Телеком | 10   | 4    | 6    | 804 | 779 | +25  |           |
| 6. | Лијетувос Ритас       | 10   | 1    | 9    | 686 | 820 | -134 |           |

| 17. 10. 2013. 19:00 Извештај |                                                           | Црвена звезда Тел. | 84 : 87                             | Локомотива Кубањ | Београдска арена, Београд Гледаоци: 19 000 |  |
| 17. 10. 2013. 19:00 Извештај | Четвртине: 20-30, 22-8, 17-20, 25-29                      |                    |                                     |                  | Београдска арена, Београд Гледаоци: 19 000 |  |
| 17. 10. 2013. 19:00 Извештај | Поени: Шилб 17 Скокови: Марјановић 10 Асистенције: Шилб 6 |                    | Вилијамс 23 Хендрикс 9 Калнијетис 7 |                  | Београдска арена, Београд Гледаоци: 19 000 |  |

| 24. 10. 2013. 20:00 Извештај |                                                                    | Макаби Електра | 96 : 82                                    | Црвена звезда Тел. | Нокија арена, Тел Авив Гледаоци: 11 060 |  |
| 24. 10. 2013. 20:00 Извештај | Четвртине: 21-14, 22-18, 30-24, 23-26                              |                |                                            |                    | Нокија арена, Тел Авив Гледаоци: 11 060 |  |
| 24. 10. 2013. 20:00 Извештај | Поени: Смит 17 Скокови: Схорцијанитис 5 Асистенције: Инглс, Рајс 5 |                | Марјановић 20 Марјановић 13 Блажич, Шилб 3 |                    | Нокија арена, Тел Авив Гледаоци: 11 060 |  |

| 1. 11. 2013. 20:30 Извештај |                                                         | Црвена звезда Тел. | 86 : 90                                    | Панатинаикос | Хала Пионир, Београд Гледаоци: 7 500 |  |
| 1. 11. 2013. 20:30 Извештај | Четвртине: 26-22, 22-11, 8-15, 18-26, 12-16             |                    |                                            |              | Хала Пионир, Београд Гледаоци: 7 500 |  |
| 1. 11. 2013. 20:30 Извештај | Поени: Шилб 19 Скокови: Симоновић 7 Асистенције: Шилб 5 |                    | Папас 24 Мачијулис, Фоцис 4 Дијамантидис 9 |              | Хала Пионир, Београд Гледаоци: 7 500 |  |

| 7. 11. 2013. 20:30 Извештај |                                                                   | Лаборал Кућа | 63 : 73                                  | Црвена звезда Тел. | Фернандо Буеса Арена, Виторија Гледаоци: 9 728 |  |
| 7. 11. 2013. 20:30 Извештај | Четвртине: 15-25, 17-6, 19-23, 12-19                              |              |                                          |                    | Фернандо Буеса Арена, Виторија Гледаоци: 9 728 |  |
| 7. 11. 2013. 20:30 Извештај | Поени: М. Бјелица 14 Скокови: М. Бјелица 7 Асистенције: Јелинек 3 |              | Нелсон 22 Нелсон, Митровић 7 Раденовић 3 |                    | Фернандо Буеса Арена, Виторија Гледаоци: 9 728 |  |

| 15. 11. 2013. 20:00 Извештај |                                                                        | Црвена звезда Тел. | 88 : 77                                    | Лијетувос ритас | Хала Пионир, Београд Гледаоци: 7 500 |  |
| 15. 11. 2013. 20:00 Извештај | Четвртине: 19-16, 23-24, 20-16, 26-21                                  |                    |                                            |                 | Хала Пионир, Београд Гледаоци: 7 500 |  |
| 15. 11. 2013. 20:00 Извештај | Поени: Блажич 16 Скокови: Нелсон 9 Асистенције: Марјановић, Митровић 3 |                    | Сејбутис, Гецевичијус 17 Паласиос 5 Кук 10 |                 | Хала Пионир, Београд Гледаоци: 7 500 |  |

| 22. 11. 2013. 17:00 Извештај |                                                                       | Локомотива Кубањ | 79 : 72                                 | Црвена звезда Тел. | Баскет хала Краснодар, Краснодар Гледаоци: 5 611 |  |
| 22. 11. 2013. 17:00 Извештај | Четвртине: 18-19, 21-16, 19-21, 21-16                                 |                  |                                         |                    | Баскет хала Краснодар, Краснодар Гледаоци: 5 611 |  |
| 22. 11. 2013. 17:00 Извештај | Поени: Браун 16 Скокови: Јасаитис, Хендрикс 6 Асистенције: Вилијамс 8 |                  | Симоновић 12 Катић, Марјановић 5 Шилб 6 |                    | Баскет хала Краснодар, Краснодар Гледаоци: 5 611 |  |

| 28. 11. 2013. 19:00 Извештај |                                                                       | Црвена звезда Тел. | 76 : 78                         | Макаби Електра | Хала Пионир, Београд Гледаоци: 7 500 |  |
| 28. 11. 2013. 19:00 Извештај | Четвртине: 22-18, 11-17, 13-27, 30-16                                 |                    |                                 |                | Хала Пионир, Београд Гледаоци: 7 500 |  |
| 28. 11. 2013. 19:00 Извештај | Поени: Нелсон, Раденовић 12 Скокови: Митровић 8 Асистенције: Нелсон 5 |                    | Схорцанитис 22 Тајус 7 Охајон 9 |                | Хала Пионир, Београд Гледаоци: 7 500 |  |

| 6. 12. 2013. 20:30 Извештај |                                                     | Панатинаикос | 69 : 63                         | Црвена звезда Тел. | Олимпијска дворана, Атина Гледаоци: 14 000 |  |
| 6. 12. 2013. 20:30 Извештај | Четвртине: 20-21, 17-13, 15-14, 17-15               |              |                                 |                    | Олимпијска дворана, Атина Гледаоци: 14 000 |  |
| 6. 12. 2013. 20:30 Извештај | Поени: Кари 16 Скокови: Лазме 6 Асистенције: Укић 5 |              | Нелсон 16 Марјановић 9 Нелсон 5 |                    | Олимпијска дворана, Атина Гледаоци: 14 000 |  |

| 12. 12. 2013. 18:45 Извештај |                                                              | Црвена звезда Тел. | 81 : 65                               | Лаборал Кућа | Београдска арена, Београд Гледаоци: 7 000 |  |
| 12. 12. 2013. 18:45 Извештај | Четвртине: 25-6, 20-20, 16-25, 20-14                         |                    |                                       |              | Београдска арена, Београд Гледаоци: 7 000 |  |
| 12. 12. 2013. 18:45 Извештај | Поени: Блажич 24 Скокови: Марјановић 9 Асистенције: Нелсон 4 |                    | Хоџ 15 Ноћиони, Хамилтон 6 3 играча 3 |              | Београдска арена, Београд Гледаоци: 7 000 |  |

| 20. 12. 2013. 18:45 Извештај |                                                               | Лијетувос ритас | 75 : 99                               | Црвена звезда Тел. | Сименс арена, Вилњус Гледаоци: 3 350 |  |
| 20. 12. 2013. 18:45 Извештај | Четвртине: 17-28, 13-23, 21-27, 24-21                         |                 |                                       |                    | Сименс арена, Вилњус Гледаоци: 3 350 |  |
| 20. 12. 2013. 18:45 Извештај | Поени: Паласиос 26 Скокови: Јеловац 7 Асистенције: Сејбутис 4 |                 | Марјановић 25 Марјановић 11 Џенкинс 4 |                    | Сименс арена, Вилњус Гледаоци: 3 350 |  |

## Еврокуп
Након испадања из Евролиге, Црвена звезда је забележила веома запажене резултате у Еврокупу. Успела је да се пласира у полуфинале ового такмичења, а Демаркус Нелсон је био члан иделане петорке.

### Друга фаза „Топ 32“ - Група Л
|    | Екипа                 | Игр. | Поб. | Изг. | П+  | П-  | П+/- | Тај-брек |
| -- | --------------------- | ---- | ---- | ---- | --- | --- | ---- | -------- |
| 1. | Нижњи Новгород        | 6    | 5    | 1    | 468 | 436 | +32  |          |
| 2. | Црвена звезда Телеком | 6    | 4    | 2    | 501 | 462 | +39  |          |
| 3. | Билбао                | 6    | 3    | 3    | 494 | 471 | +23  |          |
| 4. | Паниониос             | 6    | 0    | 6    | 418 | 512 | -94  |          |

| 8. 1. 2014. 19:15 Извештај |                                                                | Црвена звезда Тел. | 105 : 87                            | Билбао | Хала Пионир, Београд Гледаоци: 7 100 |  |
| 8. 1. 2014. 19:15 Извештај | Четвртине: 28-24, 22-22, 33-21, 22-20                          |                    |                                     |        | Хала Пионир, Београд Гледаоци: 7 100 |  |
| 8. 1. 2014. 19:15 Извештај | Поени: Џенкинс 16 Скокови: Марјановић 12 Асистенције: Нелсон 6 |                    | Бертанс 14 Кавалијаускас 4 Мумбру 6 |        | Хала Пионир, Београд Гледаоци: 7 100 |  |

| 15. 1. 2014. 16:40 Извештај |                                                            | Нижњи Новгород | 86 : 75                                | Црвена звезда Тел. | Палата спортова Трејд Јунион, Нижњи Новгород Гледаоци: 2 100 |  |
| 15. 1. 2014. 16:40 Извештај | Четвртине: 20-20, 20-22, 22-14, 24-19                      |                |                                        |                    | Палата спортова Трејд Јунион, Нижњи Новгород Гледаоци: 2 100 |  |
| 15. 1. 2014. 16:40 Извештај | Поени: Бебит 25 Скокови: Томпсон 13 Асистенције: Томпсон 5 |                | Нелсон 22 Нелсон, Раденовић 6 Нелсон 4 |                    | Палата спортова Трејд Јунион, Нижњи Новгород Гледаоци: 2 100 |  |

| 22. 1. 2014. 19:15 Извештај |                                                                   | Црвена звезда Тел. | 84 : 64                       | Паниониос | Хала Пионир, Београд Гледаоци: 4 934 |  |
| 22. 1. 2014. 19:15 Извештај | Четвртине: 16-19, 23-16, 22-12, 23-17                             |                    |                               |           | Хала Пионир, Београд Гледаоци: 4 934 |  |
| 22. 1. 2014. 19:15 Извештај | Поени: Симоновић 18 Скокови: Марјановић 11 Асистенције: Нелсон 11 |                    | Меколум 11 Меколум 6 Дувњак 4 |           | Хала Пионир, Београд Гледаоци: 4 934 |  |

| 29. 1. 2014. 18:00 Извештај |                                                                            | Паниониос | 66 : 78                       | Црвена звезда Тел. | Олимпијска арена Хелиникон, Атина Гледаоци: 700 |  |
| 29. 1. 2014. 18:00 Извештај | Четвртине: 21-19, 19-21, 12-14, 14-24                                      |           |                               |                    | Олимпијска арена Хелиникон, Атина Гледаоци: 700 |  |
| 29. 1. 2014. 18:00 Извештај | Поени: Картер, Меколум 15 Скокови: Милбурн 6 Асистенције: Батис, Меколум 3 |           | Катић 19 3 играча 5 Џенкинс 7 |                    | Олимпијска арена Хелиникон, Атина Гледаоци: 700 |  |

| 12. 2. 2014. 20:30 Извештај |                                                              | Билбао | 81 : 85                         | Црвена звезда Тел. | Билбао арена, Билбао Гледаоци: 6 129 |  |
| 12. 2. 2014. 20:30 Извештај | Четвртине: 17-25, 20-12, 20-23, 24-25                        |        |                                 |                    | Билбао арена, Билбао Гледаоци: 6 129 |  |
| 12. 2. 2014. 20:30 Извештај | Поени: Мумбру 18 Скокови: 3 играча 6 Асистенције: 3 играча 2 |        | Блажич 20 Драгићевић 7 Нелсон 6 |                    | Билбао арена, Билбао Гледаоци: 6 129 |  |

| 19. 2. 2014. 19:15 Извештај |                                                            | Црвена звезда Тел. | 74 : 78                         | Нижњи Новгород | Хала Пионир, Београд Гледаоци: 3 994 |  |
| 19. 2. 2014. 19:15 Извештај | Четвртине: 16-23, 25-17, 17-15, 16-23                      |                    |                                 |                | Хала Пионир, Београд Гледаоци: 3 994 |  |
| 19. 2. 2014. 19:15 Извештај | Поени: Џенкинс 25 Скокови: 3 играча 5 Асистенције: Катић 4 |                    | Антонов 20 3 играча 4 Рочести 7 |                | Хала Пионир, Београд Гледаоци: 3 994 |  |

### Осмина финала
| 5. 3. 2014. 19:30 Извештај |                                                                | Црвена звезда Тел. | 88 : 82                    | Лијетувос ритас | Хала Пионир, Београд Гледаоци: 6 148 |  |
| 5. 3. 2014. 19:30 Извештај | Четвртине: 23-27, 22-14, 25-19, 18-22                          |                    |                            |                 | Хала Пионир, Београд Гледаоци: 6 148 |  |
| 5. 3. 2014. 19:30 Извештај | Поени: Марјановић 21 Скокови: 3 играча 5 Асистенције: Нелсон 5 |                    | Сејбутис 17 Орелик 6 Кук 6 |                 | Хала Пионир, Београд Гледаоци: 6 148 |  |

| 12. 3. 2014. 18:30 Извештај |                                                                          | Лијетувос ритас | 82 : 80                       | Црвена звезда Тел. | Сименс арена, Вилњус Гледаоци: 5 350 |  |
| 12. 3. 2014. 18:30 Извештај | Четвртине: 17-22, 25-27, 16-12, 24-19                                    |                 |                               |                    | Сименс арена, Вилњус Гледаоци: 5 350 |  |
| 12. 3. 2014. 18:30 Извештај | Поени: Паласиос, Сејбутис 16 Скокови: Паласиос 7 Асистенције: Сејбутис 6 |                 | Катић 19 Симоновић 6 Нелсон 5 |                    | Сименс арена, Вилњус Гледаоци: 5 350 |  |

### Четвртфинале
Полуфинале је обележила друга утакмица која се играла у Комбанк арени. Тада је забележена највећа посета у било којој кошаркашкој утакмици одиграној под покровитељством УЛЕБ-а, као и рекорд саме Арене. Звезда је јурила заостатак од -3 из првог меча. На само 20 секунди пре краја меча Будивељник је стигао до изједначења. Међутим, тада се азиграо Чарлс Џенкинс чијим поенима Звезда стиже до +3 и самим и продужетка, а затим постиже и 19 од 21 поена свог тима и одводи Црвену звезду у полуфинале.
| 18. 3. 2014. 19:30 Извештај |                                                                     | Будивељник | 82 : 79                       | Црвена звезда Тел. | Жалгирис арена, Каунас Гледаоци: 2 775 |  |
| 18. 3. 2014. 19:30 Извештај | Четвртине: 22-16, 19-23, 25-19, 16-21                               |            |                               |                    | Жалгирис арена, Каунас Гледаоци: 2 775 |  |
| 18. 3. 2014. 19:30 Извештај | Поени: Стрелнијекс 20 Скокови: Самерс 10 Асистенције: Стрелнијекс 5 |            | Катић 20 Раденовић 7 Нелсон 7 |                    | Жалгирис арена, Каунас Гледаоци: 2 775 |  |

| 26. 3. 2014. 19:30 Извештај |                                                               | Црвена звезда Тел. | 79 : 70                                          | Будивељник | Београдска арена, Београд Гледаоци: 24 232 |  |
| 26. 3. 2014. 19:30 Извештај | Четвртине: 11-15, 18-16, 10-11, 24-18, 16-10                  |                    |                                                  |            | Београдска арена, Београд Гледаоци: 24 232 |  |
| 26. 3. 2014. 19:30 Извештај | Поени: Џенкинс 29 Скокови: Раденовић 11 Асистенције: Нелсон 2 |                    | Лавринович 17 Лавринович 9 Ејхерн, Стрелнијекс 4 |            | Београдска арена, Београд Гледаоци: 24 232 |  |

### Полуфинале
| 2. 4. 2014. 19:30 Извештај |                                                                 | Црвена звезда Тел. | 63 : 52                                      | УНИКС Казањ | Београдска арена, Београд Гледаоци: 22 736 |  |
| 2. 4. 2014. 19:30 Извештај | Четвртине: 15-18, 20-15, 15-15, 13-4                            |                    |                                              |             | Београдска арена, Београд Гледаоци: 22 736 |  |
| 2. 4. 2014. 19:30 Извештај | Поени: Блажич 15 Скокови: Драгићевић 11 Асистенције: 3 играча 2 |                    | Гаудлок 18 Зисис, Курбанов 5 Ејдсон, Зисис 4 |             | Београдска арена, Београд Гледаоци: 22 736 |  |

| 9. 4. 2014. 17:00 Извештај |                                                              | УНИКС Казањ | 84 : 67                              | Црвена звезда Тел. | Баскет-хол арена, Казањ Гледаоци: 5 000 |  |
| 9. 4. 2014. 17:00 Извештај | Четвртине: 15-15, 27-21, 23-13, 19-18                        |             |                                      |                    | Баскет-хол арена, Казањ Гледаоци: 5 000 |  |
| 9. 4. 2014. 17:00 Извештај | Поени: Зисис 26 Скокови: Кајмакоглу 8 Асистенције: Гаудлок 6 |             | Марјановић 12 Марјановић 11 Нелсон 3 |                    | Баскет-хол арена, Казањ Гледаоци: 5 000 |  |

## Кошаркашка лига Србије

### Табела
|   | Тим                   | Игр. | Поб. | Изг. | П+   | П-   | П+/- | Бод |
| - | --------------------- | ---- | ---- | ---- | ---- | ---- | ---- | --- |
| 1 | Партизан НИС          | 14   | 13   | 1    | 1199 | 1005 | +194 | 27  |
| 2 | Црвена звезда Телеком | 14   | 11   | 3    | 1187 | 988  | +199 | 25  |
| 3 | Мега Визура           | 14   | 9    | 5    | 1226 | 1148 | +78  | 23  |
| 4 | Раднички Крагујевац   | 14   | 8    | 6    | 1184 | 1090 | +94  | 22  |
| 5 | ФМП                   | 14   | 5    | 9    | 1005 | 1067 | -62  | 19  |
| 6 | Металац Фармаком      | 14   | 4    | 10   | 964  | 1102 | -138 | 18  |
| 7 | Црнокоса              | 14   | 3    | 11   | 1003 | 1252 | -249 | 17  |
| 8 | Борац Моцарт спорт    | 14   | 3    | 11   | 1009 | 1125 | -116 | 17  |

### Плеј-оф

#### Полуфинале
| 8. 6. 2014. 20:00 |                                                                  | Црвена звезда Телеком | 81 : 70                           | Мега Визура | Хала Пионир, Београд Гледаоци: 3.500 Судије: Урош Николић, Владимир Јевтовић, Иван Стефановић |  |
| 8. 6. 2014. 20:00 | Четвртине: 24-17, 19-17, 19-19, 19-17                            |                       |                                   |             | Хала Пионир, Београд Гледаоци: 3.500 Судије: Урош Николић, Владимир Јевтовић, Иван Стефановић |  |
| 8. 6. 2014. 20:00 | Поени: Лазић 14 Скокови: Лазић, Митровић 6 Асистенције: Нелсон 8 |                       | Варда 20 Величковић 8 Миљеновић 8 |             | Хала Пионир, Београд Гледаоци: 3.500 Судије: Урош Николић, Владимир Јевтовић, Иван Стефановић |  |

| 11. 6. 2014. 20:00 |                                                                  | Мега Визура | 95 : 101                   | Црвена звезда Телеком | Хала спортова, Београд Гледаоци: 1.500 Судије: Илија Белошевић, Александар Глишић, Саша Маричић |  |
| 11. 6. 2014. 20:00 | Четвртине: 25-26, 26-22, 15-25, 29-28                            |             |                            |                       | Хала спортова, Београд Гледаоци: 1.500 Судије: Илија Белошевић, Александар Глишић, Саша Маричић |  |
| 11. 6. 2014. 20:00 | Поени: Величковић 23 Скокови: Величковић 10 Асистенције: Мицић 6 |             | Катић 26 Нелсон 6 Нелсон 5 |                       | Хала спортова, Београд Гледаоци: 1.500 Судије: Илија Белошевић, Александар Глишић, Саша Маричић |  |

#### Финале
| 14. 6. 2014. 20:00 |                                                              | Партизан НИС | 88 : 97                                 | Црвена звезда Телеком | Хала Пионир, Београд Гледаоци: 5.500 Судије: Илија Белошевић, Урош Николић, Урош Обркнежевић |  |
| 14. 6. 2014. 20:00 | Четвртине: 15-24, 17-21, 30-21, 26-31                        |              |                                         |                       | Хала Пионир, Београд Гледаоци: 5.500 Судије: Илија Белошевић, Урош Николић, Урош Обркнежевић |  |
| 14. 6. 2014. 20:00 | Поени: Богдановић 34 Скокови: Ловерњ 13 Асистенције: Тепић 6 |              | Џенкинс 16 Митровић, Нелсон 5 Џенкинс 4 |                       | Хала Пионир, Београд Гледаоци: 5.500 Судије: Илија Белошевић, Урош Николић, Урош Обркнежевић |  |

| 16. 6. 2014. 20:00 |                                                            | Црвена звезда Телеком | 62 : 82                                    | Партизан НИС | Хала Пионир, Београд Гледаоци: 4.000 Судије: Милија Војиновић, Владимир Јевтовић, Саша Маричић |  |
| 16. 6. 2014. 20:00 | Четвртине: 11-23, 18-17, 21-19, 12-23                      |                       |                                            |              | Хала Пионир, Београд Гледаоци: 4.000 Судије: Милија Војиновић, Владимир Јевтовић, Саша Маричић |  |
| 16. 6. 2014. 20:00 | Поени: Блажич 19 Скокови: Џенкинс 6 Асистенције: Џенкинс 4 |                       | Богдановић 33 Гагић 9 Богдановић, Ловерњ 5 |              | Хала Пионир, Београд Гледаоци: 4.000 Судије: Милија Војиновић, Владимир Јевтовић, Саша Маричић |  |

| 19. 6. 2014. 20:00 |                                                              | Партизан НИС | 77 : 67                             | Црвена звезда Телеком | Хала Пионир, Београд Гледаоци: 0 Судије: Миливоје Јовчић, Драган Нешковић, Александар Глишић |  |
| 19. 6. 2014. 20:00 | Четвртине: 17-19, 27-18, 19-15, 14-15                        |              |                                     |                       | Хала Пионир, Београд Гледаоци: 0 Судије: Миливоје Јовчић, Драган Нешковић, Александар Глишић |  |
| 19. 6. 2014. 20:00 | Поени: Богдановић 20 Скокови: Ловерњ 10 Асистенције: Тепић 4 |              | Марјановић 22 Марјановић 7 Нелсон 3 |                       | Хала Пионир, Београд Гледаоци: 0 Судије: Миливоје Јовчић, Драган Нешковић, Александар Глишић |  |

| 21. 6. 2014. 20:00 |                                                           | Црвена звезда Телеком | 87 : 95                              | Партизан НИС | Хала Пионир, Београд Гледаоци: 3.911 Судије: Милија Војиновић, Владимир Јевтовић, Саша Маричић |  |
| 21. 6. 2014. 20:00 | Четвртине: 22-21, 13-15, 17-15, 20-21, 15-23              |                       |                                      |              | Хала Пионир, Београд Гледаоци: 3.911 Судије: Милија Војиновић, Владимир Јевтовић, Саша Маричић |  |
| 21. 6. 2014. 20:00 | Поени: Џенкинс 16 Скокови: Блажич 7 Асистенције: Нелсон 6 |                       | Богдановић 36 Ловерњ 10 Богдановић 6 |              | Хала Пионир, Београд Гледаоци: 3.911 Судије: Милија Војиновић, Владимир Јевтовић, Саша Маричић |  |

## Куп Радивоја Кораћа

### Четвртфинале
| 6. 2. 2014. 18:30 | Извештај | Црвена звезда Телеком                                              | 81 : 62 | Борац Моцарт спорт         | Хала Пионир, Београд Гледаоци: 2 500 Судије: Владимир Јевтовић, Урош Николић, Немања Нинковић |  |
| 6. 2. 2014. 18:30 | Извештај | Четвртине: 23-11, 18-11, 19-17, 21-23                              |         |                            | Хала Пионир, Београд Гледаоци: 2 500 Судије: Владимир Јевтовић, Урош Николић, Немања Нинковић |  |
| 6. 2. 2014. 18:30 | Извештај | Поени: Џенкинс 14 Скокови: Марјановић 11 Асистенције: Драгићевић 4 |         | Мандић 15 Мандић 7 Думић 3 | Хала Пионир, Београд Гледаоци: 2 500 Судије: Владимир Јевтовић, Урош Николић, Немања Нинковић |  |

### Полуфинале
| 8. 2. 2014. 17:00 | Извештај | Црвена звезда Телеком                                            | 82 : 78 | Раднички Крагујевац                            | Хала Пионир, Београд Гледаоци: 5 300 Судије: Милија Војиновић, Драган Нешковић, Урош Обркнежевић |  |
| 8. 2. 2014. 17:00 | Извештај | Четвртине: 21-19, 25-15, 12-30, 24-14                            |         |                                                | Хала Пионир, Београд Гледаоци: 5 300 Судије: Милија Војиновић, Драган Нешковић, Урош Обркнежевић |  |
| 8. 2. 2014. 17:00 | Извештај | Поени: Нелсон 21 Скокови: Катић 8 Асистенције: Нелсон, Џенкинс 2 |         | Мариновић 21 Бирчевић, Мариновић 6 Мариновић 6 | Хала Пионир, Београд Гледаоци: 5 300 Судије: Милија Војиновић, Драган Нешковић, Урош Обркнежевић |  |

### Финале
| 9. 2. 2014. 20:30 | Извештај | Црвена звезда Телеком                                    | 81 : 80 | Мега Визура                     | Хала Пионир, Београд Гледаоци: 7 500 Судије: Илија Белошевић, Миливоје Јовчић, Милија Војиновић |  |
| 9. 2. 2014. 20:30 | Извештај | Четвртине: 15-31, 27-11, 19-18, 20-20                    |         |                                 | Хала Пионир, Београд Гледаоци: 7 500 Судије: Илија Белошевић, Миливоје Јовчић, Милија Војиновић |  |
| 9. 2. 2014. 20:30 | Извештај | Поени: Катић 21 Скокови: Катић 12 Асистенције: Џенкинс 5 |         | Варда, Мицић 18 Јокић 9 Мицић 9 | Хала Пионир, Београд Гледаоци: 7 500 Судије: Илија Белошевић, Миливоје Јовчић, Милија Војиновић |  |

## Резултати по месецима

### Октобар
| Датум  | Место                   | Посета | Такмичење      | Противник           | Резултат | МВП             | Највише поена     | Највише скокова | Највише асистенција            |
| ------ | ----------------------- | ------ | -------------- | ------------------- | -------- | --------------- | ----------------- | --------------- | ------------------------------ |
| 4.10.  | Широки Бријег           | 3 500  | Јадранска лига | Широки Приморка     | 79:80    | Шилб (17)       | Нелсон, Шилб (12) | Катић, Шилб (6) | Шилб (4)                       |
| 9.10.  | Лакташи                 | 3 100  | Јадранска лига | Игокеа              | 72:52    | Џенкинс (18)    | Нелсон (14)       | Марјановић (7)  | Блажич, Раденовић, Џенкинс (3) |
| 12.10. | Београд (Хала Пионир)   | 2 847  | Јадранска лига | Раднички Крагујевац | 88:51    | Марјановић (25) | Марјановић (17)   | Марјановић (8)  | Шилб (6)                       |
| 17.10. | Београд (Комбанк арена) | 19 000 | Евролига       | Локомотива Кубањ    | 84:87    | Шилб (23)       | Шилб (17)         | Марјановић (10) | Шилб (6)                       |
| 20.10. | Љубљана                 | 2 000  | Јадранска лига | Унион Олимпија      | 62:61    | Марјановић (30) | Шилб (16)         | Марјановић (15) | Џенкинс (3)                    |
| 24.10. | Тел Авив                | 11 060 | Евролига       | Макаби Електра      | 82:96    | Марјановић (29) | Марјановић (20)   | Марјановић (13) | Блажич, Шилб (3)               |
| 28.10. | Београд (Хала Пионир)   | 3 000  | Јадранска лига | Солнок Олај         | 90:64    | Марјановић (27) | Марјановић (16)   | Марјановић (8)  | Митровић, Раденовић (3)        |

### Новембар
| Датум  | Место                 | Посета | Такмичење      | Противник        | Резултат | МВП             | Највише поена          | Највише скокова         | Највише асистенција      |
| ------ | --------------------- | ------ | -------------- | ---------------- | -------- | --------------- | ---------------------- | ----------------------- | ------------------------ |
| 1.11.  | Београд (Хала Пионир) | 7 500  | Евролига       | Панатинаикос     | 86:90    | Шилб (22)       | Шилб (19)              | Симоновић (7)           | Шилб (5)                 |
| 4.11.  | Подгорица             | 4 500  | Јадранска лига | Будућност ВОЛИ   | 60:62    | Марјановић (19) | Марјановић (13)        | Марјановић (11)         | Раденовић (3)            |
| 7.11.  | Виторија              | 9 728  | Евролига       | Лаборал Кућа     | 73:63    | Нелсон (33)     | Нелсон (22)            | Митровић (8)            | Раденовић (3)            |
| 10.11. | Београд (Хала Пионир) | 4 500  | Јадранска лига | Цедевита         | 73:59    | Нелсон (23)     | Катић, Нелсон (12)     | Митровић, Нелсон (5)    | Нелсон (8)               |
| 15.11. | Београд (Хала Пионир) | 7 500  | Евролига       | Лијетувос Ритас  | 88:77    | Марјановић (22) | Блажич (16)            | Нелсон (9)              | Митровић, Марјановић (3) |
| 18.11. | Београд (Хала Пионир) | 6 500  | Јадранска лига | Партизан НИС     | 86:83    | Марјановић (34) | Марјановић (27)        | Шилб (8)                | Шилб (6)                 |
| 22.11. | Краснодар             | 5 611  | Евролига       | Локомотива Кубањ | 72:79    | Симоновић (14)  | Симоновић (12)         | Катић, Марјановић (5)   | Шилб (6)                 |
| 25.11. | Београд (Хала Пионир) | 1 772  | Јадранска лига | Мега Визура      | 86:78    | Шилб (27)       | Шилб (23)              | Марјановић (8)          | Нелсон (6)               |
| 28.11. | Београд (Хала Пионир) | 7 500  | Евролига       | Макаби Електра   | 76:78    | Раденовић (12)  | Нелсон, Раденовић (12) | Митровић (8)            | Нелсон (5)               |
| 30.11. | Ново Место            | 1 800  | Јадранска лига | Крка             | 78:69    | Нелсон (25)     | Симоновић (17)         | Блажич, Марјановић (12) | Нелсон (8)               |

### Децембар
| Датум  | Место                      | Посета | Такмичење      | Противник           | Резултат | МВП             | Највише поена        | Највише скокова       | Највише асистенција |
| ------ | -------------------------- | ------ | -------------- | ------------------- | -------- | --------------- | -------------------- | --------------------- | ------------------- |
| 6.12.  | Атина                      | 14 000 | Евролига       | Панатинаикос        | 63:69    | Нелсон (18)     | Нелсон (16)          | Марјановић (9)        | Нелсон (5)          |
| 9.12.  | Београд (Дворана Железник) | 1 500  | Јадранска лига | Задар               | 82:69    | Марјановић (29) | Марјановић (15)      | Марјановић (10)       | Нелсон (5)          |
| 12.12. | Београд (Комбанк арена)    | 7 000  | Евролига       | Лаборал Кућа        | 81:65    | Блажич (21)     | Блажич (24)          | Марјановић (9)        | Нелсон (4)          |
| 15.12. | Скопље                     | 5 300  | Јадранска лига | МЗТ Скопље Аеродром | 58:65    | Нелсон (15)     | Нелсон (13)          | Нелсон, Симоновић (4) | Катић (2)           |
| 20.12. | Вилњус                     | 3 350  | Евролига       | Лијетувос Ритас     | 81:65    | Марјановић (33) | Марјановић (25)      | Марјановић (11)       | Џенкинс (4)         |
| 23.12. | Београд (Хала Пионир)      | 3 351  | Јадранска лига | Цибона              | 88:63    | Нелсон (19)     | Нелсон, Џенкинс (14) | Марјановић (8)        | Нелсон, Шилб (4)    |
| 28.12. | Београд (Хала Пионир)      | 2 600  | Јадранска лига | Широки Приморка     | 73:66    | Нелсон (23)     | Симоновић (20)       | Марјановић (8)        | Нелсон, Шилб (5)    |

### Јануар
| Датум | Место                 | Посета | Такмичење      | Противник           | Резултат | МВП             | Највише поена  | Највише скокова              | Највише асистенција         |
| ----- | --------------------- | ------ | -------------- | ------------------- | -------- | --------------- | -------------- | ---------------------------- | --------------------------- |
| 4.1.  | Београд (Хала Пионир) | 4 000  | Јадранска лига | Игокеа              | 93:59    | Марјановић (26) | Џенкинс (18)   | Марјановић (11)              | Блажич, Нелсон, Џенкинс (4) |
| 8.1.  | Београд (Хала Пионир) | 7 100  | Еврокуп        | Билбао              | 105:87   | Марјановић (23) | Џенкинс (16)   | Марјановић (12)              | Нелсон (6)                  |
| 11.1. | Крагујевац            | 3 500  | Јадранска лига | Раднички Крагујевац | 78:73    | Катић (24)      | Катић (15)     | Катић (13)                   | Џенкинс (3)                 |
| 15.1. | Нижњи Новгород        | 2 100  | Еврокуп        | Нижњи Новгород      | 75:86    | Нелсон (27)     | Нелсон (22)    | Нелсон, Раденовић (6)        | Нелсон (4)                  |
| 19.1. | Београд (Хала Пионир) | 1 892  | Јадранска лига | Унион Олимпија      | 87:62    | Џенкинс (30)    | Џенкинс (23)   | Марјановић (8)               | Блажич, Џенкинс (4)         |
| 22.1. | Београд (Хала Пионир) | 4 934  | Еврокуп        | Паниониос           | 84:64    | Симоновић (22)  | Симоновић (18) | Марјановић (11)              | Нелсон (11)                 |
| 25.1. | Солнок                | 1 650  | Јадранска лига | Солнок Олај         | 77:72    | Нелсон (19)     | Џенкинс (19)   | Марјановић (9)               | Нелсон, Џенкинс (4)         |
| 29.1. | Атина                 | 700    | Еврокуп        | Паниониос           | 78:66    | Катић (28)      | Катић (19)     | Катић, Нелсон, Симоновић (5) | Џенкинс (7)                 |

### Фебруар
| Датум | Место                 | Посета | Такмичење           | Противник           | Резултат | МВП             | Највише поена           | Највише скокова               | Највише асистенција |
| ----- | --------------------- | ------ | ------------------- | ------------------- | -------- | --------------- | ----------------------- | ----------------------------- | ------------------- |
| 2.2.  | Београд (Хала Пионир) | 2 402  | Јадранска лига      | Будућност ВОЛИ      | 74:64    | Раденовић (21)  | Катић (16)              | Марјановић (8)                | Нелсон (5)          |
| 6.2.  | Београд (Хала Пионир) | 2 500  | Куп Радивоја Кораћа | Борац Моцарт спорт  | 81:62    | ?               | Џенкинс (14)            | Марјановић (11)               | Драгићевић (4)      |
| 8.2.  | Београд (Хала Пионир) | 5 300  | Куп Радивоја Кораћа | Раднички Крагујевац | 82:78    | ?               | Нелсон (21)             | Катић (8)                     | Нелсон, Џенкинс (2) |
| 9.2.  | Београд (Хала Пионир) | 7 500  | Куп Радивоја Кораћа | Мега Визура         | 81:80    | ?               | Катић (21)              | Катић (12)                    | Џенкинс (5)         |
| 12.2. | Билбао                | 6 129  | Еврокуп             | Паниониос           | 85:81    | Драгићевић (24) | Блажич (20)             | Драгићевић (7)                | Нелсон (6)          |
| 16.2. | Загреб                | 3 056  | Јадранска лига      | Цедевита            | 64:68    | Марјановић (26) | Блажич, Марјановић (14) | Нелсон (11)                   | Нелсон (6)          |
| 19.2. | Београд (Хала Пионир) | 3 994  | Еврокуп             | Нижњи Новгород      | 74:78    | Џенкинс (22)    | Џенкинс (25)            | Марјановић, Нелсон, Тејић (5) | Катић (4)           |
| 23.2. | Београд (Хала Пионир) | 4 425  | Јадранска лига      | Партизан НИС        | 63:57    | Блажич (21)     | Блажич (19)             | Катић, Марјановић (5)         | Блажич, Џенкинс (3) |

### Март
| Датум | Место                   | Посета | Такмичење      | Противник           | Резултат | МВП                     | Највише поена   | Највише скокова                    | Највише асистенција                       |
| ----- | ----------------------- | ------ | -------------- | ------------------- | -------- | ----------------------- | --------------- | ---------------------------------- | ----------------------------------------- |
| 1.3.  | Смедерево               | 2 600  | Јадранска лига | Мега Визура         | 98:86    | Катић (22)              | Лазић (22)      | Драгићевић (8)                     | Нелсон (5)                                |
| 5.3.  | Београд (Хала Пионир)   | 6 148  | Еврокуп        | Лијетувос Ритас     | 88:82    | Марјановић (33)         | Марјановић (21) | Блажич, Марјановић, Драгићевић (5) | Нелсон (5)                                |
| 8.3.  | Београд (Хала Пионир)   | 3 700  | Јадранска лига | Крка                | 78:65    | Драгићевић (28)         | Катић (19)      | Драгићевић (9)                     | Драгићевић (5)                            |
| 12.3. | Београд (Хала Пионир)   | 5 350  | Еврокуп        | Лијетувос Ритас     | 80:82    | Марјановић (19)         | Катић (19)      | Симоновић (6)                      | Нелсон (5)                                |
| 15.3. | Задар                   | 4 000  | Јадранска лига | Задар               | 67:53    | Марјановић (15)         | Катић (12)      | Марјановић (7)                     | Нелсон (4)                                |
| 18.3. | Каунас                  | 2 775  | Еврокуп        | Будивељник          | 79:82    | Катић, Нелсон (20)      | Катић (20)      | Раденовић (7)                      | Нелсон (7)                                |
| 22.3. | Београд (Хала Пионир)   | 1 129  | Јадранска лига | МЗТ Скопље Аеродром | 87:77    | Марјановић (29)         | Драгићевић (18) | Марјановић (9)                     | Драгићевић, Катић, Раденовић, Џенкинс (3) |
| 26.3. | Београд (Комбанк арена) | 24 232 | Еврокуп        | Будивељник          | 79:70    | Џенкинс (17)            | Џенкинс (29)    | Раденовић (11)                     | Нелсон (2)                                |
| 30.3. | Загреб                  | 5 000  | Јадранска лига | Цибона              | 76:67    | Марјановић, Нелсон (19) | Нелсон (18)     | Катић, Марјановић (7)              | Нелсон (3)                                |

### Април
| Датум | Место                   | Посета | Такмичење        | Противник           | Резултат | МВП             | Највише поена   | Највише скокова | Највише асистенција            |
| ----- | ----------------------- | ------ | ---------------- | ------------------- | -------- | --------------- | --------------- | --------------- | ------------------------------ |
| 2.4.  | Београд (Комбанк арена) | 22 736 | Еврокуп          | УНИКС Казањ         | 63:52    | Драгићевић (18) | Блажич (15)     | Драгићевић (11) | Нелсон, Раденовић, Џенкинс (2) |
| 5.4.  | Београд (Хала Пионир)   | 821    | Суперлига Србије | Борац Моцарт спорт  | 85:63    | Марјановић (26) | Марјановић (18) | Марјановић (11) | Митровић (5)                   |
| 9.4.  | Казањ                   | 5 000  | Еврокуп          | УНИКС Казањ         | 67:84    | Марјановић (23) | Марјановић (12) | Марјановић (11) | Нелсон (3)                     |
| 12.4. | Београд (Хала Пионир)   | 660    | Суперлига Србије | ФМП                 | 83:67    | Марјановић (23) | Марјановић (14) | Марјановић (7)  | Митровић, Џенкинс (5)          |
| 16.4. | Београд                 | ?      | Суперлига Србије | Мега Визура         | 89:76    | Марјановић (37) | Марјановић (21) | Марјановић (15) | Нелсон (9)                     |
| 19.4. | Београд (Хала Пионир)   | 1500   | Суперлига Србије | Раднички Крагујевац | 82:62    | Марјановић (29) | Драгићевић (18) | Марјановић (12) | Блажич (5)                     |
| 24.4. | Београд (Комбанк арена) | 8 212  | Јадранска лига   | Цибона              | 70:75    | Блажич (21)     | Блажич (25)     | Марјановић (7)  | Џенкинс (8)                    |
| 30.4. | Београд (Хала Пионир)   | 4500   | Суперлига Србије | Партизан НИС        | 75:72    | Марјановић (21) | Раденовић (17)  | Марјановић (9)  | Нелсон (8)                     |

### Мај
| Датум | Место                      | Посета | Такмичење        | Противник           | Резултат | МВП             | Највише поена     | Највише скокова     | Највише асистенција                        |
| ----- | -------------------------- | ------ | ---------------- | ------------------- | -------- | --------------- | ----------------- | ------------------- | ------------------------------------------ |
| 3.5.  | Београд (Хала Пионир)      | 466    | Суперлига Србије | Црнокоса            | 109:68   | Марјановић (22) | Катић, Тејић (16) | Митровић, Тејић (8) | Џенкинс (6)                                |
| 7.5.  | Ваљево                     | ?      | Суперлига Србије | Металац Фармаком    | 85:66    | Марјановић (32) | Марјановић (25)   | Марјановић (7)      | Марјановић, Нелсон, Раденовић, Џенкинс (3) |
| 10.5. | Чачак                      | ?      | Суперлига Србије | Борац Моцарт спорт  | 78:70    | Марјановић (38) | Марјановић (30)   | Марјановић (12)     | Митровић, Нелсон (4)                       |
| 13.5. | Београд (Дворана Железник) | ?      | Суперлига Србије | ФМП                 | 87:65    | Марјановић (19) | Симоновић (18)    | Марјановић (9)      | Џенкинс (6)                                |
| 27.5. | Београд (Дворана Железник) | 380    | Суперлига Србије | Мега Визура         | 79:91    | Нелсон (21)     | Катић (16)        | Марјановић (7)      | Блажич, Нелсон (5)                         |
| 29.5. | Крагујевац                 | ?      | Суперлига Србије | Раднички Крагујевац | 78:90    | Џенкинс (19)    | Џенкинс (19)      | Раденовић (7)       | Џенкинс (4)                                |
| 31.5. | Београд (Дворана Железник) | 1000   | Суперлига Србије | Партизан НИС        | 78:82    | Блажич (22)     | Блажич (22)       | Марјановић (10)     | Нелсон (6)                                 |

### Јун
| Датум | Место                 | Посета | Такмичење                  | Противник        | Резултат | МВП                         | Највише поена   | Највише скокова      | Највише асистенција                       |
| ----- | --------------------- | ------ | -------------------------- | ---------------- | -------- | --------------------------- | --------------- | -------------------- | ----------------------------------------- |
| 2.6.  | Косјерић              | ?      | Суперлига Србије           | Црнокоса         | 89:63    | Катић, Митровић, Ребић (17) | Катић (15)      | Митровић (7)         | Ребић, Џенкинс (4)                        |
| 4.6.  | Београд (Хала Пионир) | 0      | Суперлига Србије           | Металац Фармаком | 90:53    | Митровић (17)               | Катић (14)      | Марјановић (10)      | Митровић, Раденовић, Ребић, Симоновић (4) |
| 8.6.  | Београд (Хала Пионир) | 3 500  | Суперлига Србије (Плеј-оф) | Мега Визура      | 81:70    | Лазић (23)                  | Лазић (14)      | Лазић, Митровић (6)  | Нелсон (8)                                |
| 11.6. | Београд               | 1 500  | Суперлига Србије (Плеј-оф) | Мега Визура      | 101:95   | Нелсон (32)                 | Катић (26)      | Нелсон (6)           | Нелсон (5)                                |
| 14.6. | Београд (Хала Пионир) | 5 500  | Суперлига Србије (Плеј-оф) | Партизан НИС     | 97:88    | Џенкинс (18)                | Џенкинс (16)    | Митровић, Нелсон (5) | Џенкинс (4)                               |
| 16.6. | Београд (Хала Пионир) | 4 000  | Суперлига Србије (Плеј-оф) | Партизан НИС     | 62:82    | Џенкинс (22)                | Блажич (19)     | Џенкинс (6)          | Џенкинс (4)                               |
| 19.6. | Београд (Хала Пионир) | 0      | Суперлига Србије (Плеј-оф) | Партизан НИС     | 67:77    | Марјановић (35)             | Марјановић (22) | Марјановић (7)       | Нелсон (3)                                |
| 21.6. | Београд (Хала Пионир) | 3 911  | Суперлига Србије (Плеј-оф) | Партизан НИС     | 87:95    | Нелсон (23)                 | Џенкинс (16)    | Блажич (7)           | Нелсон (6)                                |

## Појединачне награде
- Најкориснији играч кола Евролиге:
  -  Демаркус Нелсон (4. коло „Топ 24“ фазе, индекс 33)[10]
  -  Бобан Марјановић (10. коло „Топ 24“ фазе, индекс 33)
- Идеални тим Еврокупа 2013/14:
  -  Демаркус Нелсон (прва постава)
- Идеална стартна петорка Јадранске лиге 2013/14:
  -  Бобан Марјановић
  -  Демаркус Нелсон
- Најбољи тренер Јадранске лиге 2013/14:
  -  Дејан Радоњић
- Најкориснији играч кола Јадранске лиге:
  -  Бобан Марјановић (8. коло, индекс 34)
  -  Чарлс Џенкинс (17. коло, индекс 30)
- Најкориснији играч Суперлиге Србије:
  -  Бобан Марјановић (укупни индекс 313)
- Најкориснији играч кола Суперлиге Србије:
  -  Бобан Марјановић (1. коло, индекс 26)
  -  Бобан Марјановић (7. коло, индекс 32)
  -  Бобан Марјановић (8. коло, индекс 38)
- Најбољи стрелац финала Купа Радивоја Кораћа:
  -  Рашко Катић

## Појединачне статистике

### Евролига
| #  | Играч                | Утак. | Мин.    | Поени | За 2 поена | За 3 поена | Сл. бацања | Ск. у нап. | Ск. у одб. | Асис. | Укр. | Изг. | Блок. | Блок. прим. | Нач. ЛГ | Изн. ЛГ | Инд. |
| -- | -------------------- | ----- | ------- | ----- | ---------- | ---------- | ---------- | ---------- | ---------- | ----- | ---- | ---- | ----- | ----------- | ------- | ------- | ---- |
| 4  | Никола Ребић         | 1     | 0:12    | 0     | 0 / 0      | 0 / 0      | 0 / 0      | 0          | 0          | 0     | 0    | 0    | 0     | 0           | 0       | 0       | 0    |
| 5  | Александар Цветковић | 3     | 11:43   | 4     | 0 / 0      | 0 / 0      | 4 / 4      | 0          | 1          | 2     | 1    | 2    | 0     | 0           | 3       | 3       | 6    |
| 9  | Лука Митровић        | 7     | 97:36   | 25    | 8 / 14     | 1 / 8      | 6 / 8      | 12         | 16         | 7     | 3    | 3    | 2     | 1           | 7       | 8       | 47   |
| 10 | Бранко Лазић         | 10    | 143:25  | 26    | 6 / 12     | 3 / 7      | 5 / 6      | 4          | 9          | 7     | 1    | 5    | 0     | 0           | 26      | 13      | 18   |
| 11 | Јака Блажич          | 10    | 197:13  | 103   | 26 / 49    | 10 / 29    | 21 / 28    | 14         | 21         | 11    | 9    | 14   | 2     | 6           | 30      | 27      | 88   |
| 12 | Марко Симоновић      | 10    | 194:15  | 48    | 5 / 11     | 12 / 32    | 2 / 3      | 7          | 22         | 6     | 8    | 2    | 2     | 0           | 14      | 8       | 58   |
| 13 | Бобан Марјановић     | 10    | 198:47  | 108   | 45 / 73    | 0 / 0      | 18 / 29    | 27         | 50         | 10    | 9    | 17   | 8     | 7           | 18      | 21      | 152  |
| 14 | Иван Раденовић       | 10    | 210:48  | 82    | 24 / 40    | 4 / 17     | 22 / 34    | 10         | 25         | 17    | 8    | 13   | 1     | 3           | 22      | 35      | 99   |
| 15 | Рашко Катић          | 10    | 166:41  | 76    | 27 / 63    | 0 / 0      | 22 / 34    | 11         | 16         | 6     | 5    | 15   | 2     | 4           | 34      | 31      | 46   |
| 16 | Душан Ристић         | 2     | 8:47    | 2     | 0 / 1      | 0 / 0      | 2 / 2      | 0          | 2          | 0     | 0    | 1    | 0     | 0           | 1       | 1       | 2    |
| 17 | Марко Тејић          | 1     | 14:51   | 4     | 2 / 2      | 0 / 1      | 0 / 0      | 0          | 2          | 1     | 0    | 1    | 0     | 0           | 5       | 2       | 2    |
| 20 | Демаркус Нелсон      | 10    | 267:14  | 112   | 37 / 66    | 8 / 28     | 14 / 19    | 13         | 27         | 32    | 11   | 12   | 2     | 7           | 23      | 29      | 130  |
| 22 | Чарлс Џенкинс        | 10    | 227:05  | 94    | 21 / 55    | 13 / 23    | 13 / 17    | 2          | 11         | 17    | 19   | 20   | 2     | 8           | 26      | 16      | 59   |
| 33 | Блејк Шилб           | 10    | 286:23  | 120   | 35 / 64    | 11 / 29    | 17 / 22    | 7          | 25         | 35    | 7    | 34   | 2     | 3           | 18      | 30      | 119  |
|    | Укупно               |       | 2025:00 | 804   | 236 / 450  | 62 / 174   | 146 / 206  | 122        | 243        | 151   | 81   | 147  | 23    | 39          | 228     | 224     | 848  |

### Еврокуп
| #  | Играч             | Утак. | Мин.    | Поени | За 2 поена | За 3 поена | Сл. бацања | Ск. у нап. | Ск. у одб. | Асис. | Укр. | Изг. | Блок. | Блок. прим. | Нач. ЛГ | Изн. ЛГ | Инд. |
| -- | ----------------- | ----- | ------- | ----- | ---------- | ---------- | ---------- | ---------- | ---------- | ----- | ---- | ---- | ----- | ----------- | ------- | ------- | ---- |
| 4  | Никола Ребић      | 2     | 8:30    | 0     | 0 / 1      | 0 / 1      | 0 / 4      | 0          | 0          | 0     | 0    | 1    | 0     | 0           | 1       | 2       | -6   |
| 9  | Лука Митровић     | 1     | 11:08   | 2     | 1 / 2      | 0 / 0      | 0 / 0      | 2          | 2          | 0     | 1    | 0    | 0     | 0           | 0       | 1       | 7    |
| 10 | Бранко Лазић      | 11    | 187:16  | 44    | 6 / 12     | 8 / 19     | 8 / 10     | 5          | 12         | 7     | 8    | 6    | 2     | 0           | 41      | 13      | 25   |
| 11 | Јака Блажич       | 12    | 288:54  | 100   | 24 / 57    | 9 / 36     | 25 / 33    | 10         | 25         | 20    | 6    | 19   | 4     | 5           | 31      | 37      | 79   |
| 12 | Марко Симоновић   | 12    | 300:55  | 82    | 13 / 15    | 18 / 44    | 2 / 6      | 14         | 38         | 9     | 7    | 6    | 5     | 0           | 28      | 6       | 95   |
| 13 | Бобан Марјановић  | 12    | 205:12  | 99    | 36 / 65    | 0 / 1      | 27 / 39    | 31         | 42         | 9     | 10   | 14   | 11    | 3           | 12      | 42      | 173  |
| 14 | Иван Раденовић    | 11    | 199:53  | 75    | 20 / 32    | 3 / 7      | 26 / 35    | 12         | 33         | 14    | 5    | 11   | 3     | 3           | 25      | 28      | 106  |
| 15 | Рашко Катић       | 12    | 252:37  | 136   | 49 / 99    | 0 / 1      | 38 / 54    | 13         | 25         | 16    | 5    | 19   | 2     | 1           | 46      | 56      | 120  |
| 17 | Марко Тејић       | 7     | 49:53   | 10    | 3 / 6      | 0 / 2      | 4 / 4      | 5          | 5          | 1     | 1    | 3    | 2     | 0           | 8       | 4       | 12   |
| 20 | Демаркус Нелсон   | 12    | 385:06  | 159   | 52 / 98    | 11 / 34    | 22 / 31    | 15         | 38         | 55    | 15   | 37   | 1     | 4           | 31      | 37      | 170  |
| 22 | Чарлс Џенкинс     | 12    | 275:36  | 151   | 36 / 78    | 19 / 44    | 22 / 28    | 7          | 15         | 25    | 13   | 20   | 1     | 4           | 32      | 26      | 109  |
| 33 | Блејк Шилб        | 1     | 12:47   | 6     | 3 / 4      | 0 / 2      | 0 / 0      | 0          | 0          | 2     | 0    | 1    | 0     | 0           | 0       | 1       | 5    |
| 34 | Тадија Драгићевић | 12    | 247:13  | 93    | 17 / 33    | 17 / 46    | 8 / 13     | 9          | 43         | 5     | 4    | 9    | 1     | 1           | 21      | 21      | 95   |
|    | Укупно            |       | 2425:00 | 957   | 260 / 502  | 85 / 237   | 182 / 257  | 149        | 297        | 163   | 75   | 149  | 32    | 21          | 276     | 274     | 1032 |

### Јадранска лига
| #  | Играч                | Утак. | Мин. | Поени | За 2 поена | За 3 поена | Сл. бацања | Ск. у нап. | Ск. у одб. | Асис. | Укр. | Изг. | Блок. | Блок. прим. | Нач. ЛГ | Изн. ЛГ | Инд. |
| -- | -------------------- | ----- | ---- | ----- | ---------- | ---------- | ---------- | ---------- | ---------- | ----- | ---- | ---- | ----- | ----------- | ------- | ------- | ---- |
| 4  | Никола Ребић         | 7     | 39   | 15    | 3 / 5      | 1 / 2      | 6 / 6      | 0          | 3          | 4     | 1    | 3    | 1     | 0           | 3       | 5       | 20   |
| 5  | Александар Цветковић | 10    | 78   | 23    | 7 / 18     | 2 / 7      | 3 / 4      | 2          | 8          | 15    | 2    | 8    | 0     | 0           | 12      | 9       | 22   |
| 7  | Стефан Лазаревић     | 1     | 2    | 0     | 0 / 0      | 0 / 0      | 0 / 0      | 0          | 0          | 0     | 1    | 0    | 0     | 0           | 0       | 0       | 1    |
| 9  | Лука Митровић        | 12    | 152  | 45    | 13 / 31    | 2 / 6      | 13 / 20    | 9          | 30         | 12    | 6    | 11   | 0     | 3           | 13      | 16      | 62   |
| 10 | Бранко Лазић         | 26    | 423  | 95    | 21 / 47    | 12 / 40    | 17 / 25    | 19         | 26         | 17    | 13   | 15   | 1     | 3           | 71      | 36      | 56   |
| 11 | Јака Блажич          | 27    | 640  | 290   | 77 / 142   | 25 / 84    | 61 / 90    | 28         | 51         | 41    | 28   | 42   | 1     | 9           | 68      | 76      | 243  |
| 12 | Марко Симоновић      | 27    | 576  | 162   | 20 / 45    | 35 / 89    | 17 / 26    | 28         | 59         | 21    | 22   | 15   | 5     | 7           | 51      | 22      | 158  |
| 13 | Бобан Марјановић     | 27    | 505  | 261   | 104 / 162  | 0 / 0      | 53 / 79    | 63         | 134        | 22    | 5    | 32   | 37    | 7           | 39      | 87      | 447  |
| 14 | Иван Раденовић       | 25    | 422  | 122   | 36 / 78    | 5 / 24     | 35 / 64    | 30         | 57         | 33    | 14   | 39   | 5     | 4           | 41      | 60      | 147  |
| 15 | Рашко Катић          | 24    | 464  | 239   | 93 / 179   | 0 / 2      | 53 / 86    | 45         | 63         | 27    | 5    | 40   | 11    | 8           | 79      | 92      | 234  |
| 16 | Душан Ристић         | 6     | 39   | 13    | 6 / 11     | 0 / 0      | 1 / 2      | 2          | 5          | 0     | 1    | 1    | 4     | 0           | 3       | 1       | 16   |
| 17 | Марко Тејић          | 13    | 101  | 29    | 5 / 10     | 4 / 9      | 7 / 14     | 8          | 8          | 5     | 3    | 3    | 4     | 2           | 25      | 8       | 18   |
| 20 | Демаркус Нелсон      | 27    | 688  | 265   | 87 / 144   | 13 / 55    | 52 / 73    | 20         | 66         | 90    | 40   | 57   | 4     | 9           | 70      | 88      | 317  |
| 22 | Чарлс Џенкинс        | 27    | 600  | 290   | 63 / 131   | 36 / 81    | 56 / 72    | 8          | 53         | 72    | 34   | 44   | 5     | 10          | 70      | 76      | 285  |
| 31 | Олександр Липовиј    | 4     | 46   | 6     | 3 / 5      | 0 / 2      | 0 / 0      | 2          | 2          | 5     | 2    | 1    | 0     | 1           | 8       | 3       | 6    |
| 33 | Војислав Стојановић  | 2     | 3    | 2     | 1 / 1      | 0 / 0      | 0 / 0      | 0          | 1          | 0     | 0    | 0    | 0     | 0           | 0       | 0       | 3    |
| 33 | Блејк Шилб           | 16    | 395  | 147   | 49 / 97    | 13 / 44    | 10 / 17    | 13         | 36         | 47    | 5    | 22   | 0     | 2           | 32      | 31      | 137  |
| 34 | Тадија Драгићевић    | 13    | 252  | 83    | 20 / 40    | 10 / 36    | 13 / 22    | 7          | 41         | 15    | 8    | 17   | 3     | 2           | 27      | 23      | 79   |
|    | Укупно               |       |      | 2087  | 608 / 1146 | 158 / 481  | 397 / 600  | 284        | 643        | 426   | 190  | 350  | 81    | 67          | 612     | 633     | 2251 |

## Галерија
- Сезнска карта
- Бобан Марјановић на припремној утакмици у Панчеву
- Иван Раденовић
- Демаркус Нелсон
- Демаркус Нелсон
- Јака Блажич
- Чарлс Џенкинс
- Душан Ристић
- Марко Гудурић на припремној утакмици, након чега прелази у ФМП
- Блејк Шилб
- Освојени пехар Купа Кораћа
- Рашко Катић